# French Open 2000 (Badminton)
Die French Open 2000 im Badminton fanden vom 15. bis zum 19. März 2000 in Paris statt.

## Sieger und Platzierte
| Disziplin    | Gold                         | Silber                       | Bronze                               |
| ------------ | ---------------------------- | ---------------------------- | ------------------------------------ |
| Herreneinzel | Siddharth Jain               | Jacek Niedźwiedzki           | Abhinn Shyam Gupta                   |
| Herreneinzel | Siddharth Jain               | Jacek Niedźwiedzki           | Jens Roch                            |
| Dameneinzel  | Takako Ida                   | Xu Li                        | Wong Miew Kheng                      |
| Dameneinzel  | Takako Ida                   | Xu Li                        | Ng Mee Fen                           |
| Herrendoppel | Keita Masuda Tadashi Ohtsuka | Takuya Katayama Yuzo Kubota  | Markose Bristow Vijaydeep Singh      |
| Herrendoppel | Keita Masuda Tadashi Ohtsuka | Takuya Katayama Yuzo Kubota  | Thomas Røjkjær Jensen Tommy Sørensen |
| Damendoppel  | Xu Li Qiang Hong             | Naomi Murakami Hiromi Yamada | Lim Pek Siah Joanne Quay             |
| Damendoppel  | Xu Li Qiang Hong             | Naomi Murakami Hiromi Yamada | Julie Houmann Anne Marie Pedersen    |
| Mixed        | Chan Chong Ming Joanne Quay  | Lim Pek Siah Pang Cheh Chang | Chang Kim Wai Chor Hooi Yee          |
| Mixed        | Chan Chong Ming Joanne Quay  | Lim Pek Siah Pang Cheh Chang | Janek Roos Britta Andersen           |

## Finalresultate
| Disziplin    | Sieger                       | Finalist                     | Ergebnis         |
| ------------ | ---------------------------- | ---------------------------- | ---------------- |
| Herreneinzel | Siddharth Jain               | Jacek Niedźwiedzki           | 17-14, 15-6      |
| Dameneinzel  | Takako Ida                   | Xu Li                        | 11-7, 11-8       |
| Herrendoppel | Keita Masuda Tadashi Ohtsuka | Takuya Katayama Yuzo Kubota  | 15–6, 17–15      |
| Damendoppel  | Xu Li Qiang Hong             | Naomi Murakami Hiromi Yamada | 15-4, 6-15, 15-8 |
| Mixed        | Chan Chong Ming Joanne Quay  | Lim Pek Siah Pang Cheh Chang | 17-14, 15-2      |